# Indianapolis Tennis Championships 1993
L'Indianapolis Tennis Championships 1993 è stato un torneo di tennis giocato sul cemento. È stata la 6ª edizione del torneo, che fa parte della categoria Championship Series nell'ambito dell'ATP Tour 1993. Si è giocato all'Indianapolis Tennis Center di Indianapolis negli Stati Uniti, dal 16 al 22 agosto 1993.

## Campioni

### Singolare
Jim Courier ha battuto in finale  Boris Becker con il punteggio di 7–5, 6–3

### Doppio
Scott Davis /  Todd Martin hanno battuto in finale  Ken Flach /  Rick Leach con il punteggio di 3–6, 6–3, 6–2